# HMHS Lanfranc
O HMHS Lanfranc foi um transatlântico requisitado como navio hospital na Primeira Guerra Mundial. Em 17 de abril de 1917, ele foi torpedeado pelo U-Boot alemão UB-40.

## História
O Lanfranc foi construído pela Caledon Shipbuilding & Engineering Company e operado pela Booth Steamship Company, que serviu na rota entre Liverpool e Manaus, a 1.000 milhas (1.600 km) do rio Amazonas. Com o início da guerra, ele foi requisitado como um navio hospital.

## Naufrágio
Na noite de 17 de abril, enquanto transportava feridos de Le Havre para Southampton, o Lanfranc foi torpedeado sem aviso prévio. 22 britânicos, incluindo 2 oficiais e 18 alemães morreram.